# Nouvelle figuration
 (juin 2013).
Si vous disposez d'ouvrages ou d'articles de référence ou si vous connaissez des sites web de qualité traitant du thème abordé ici, merci de compléter l'article en donnant les références utiles à sa vérifiabilité et en les liant à la section « Notes et références ».
La nouvelle figuration est un mouvement artistique qui, par opposition à l’abstraction prédominante des années 1950, se dirige vers une figuration narrative qui voit le jour en 1964.

## Historique
Dans les années 1950, la guerre froide a pour effet d’opposer une domination de l’art abstrait, privilégiée à l’Ouest, face à une figuration caractéristique du Réalisme socialiste à l’Est ; tandis qu’à Paris des « événements » liés à la guerre d’indépendance de l’Algérie sont régulièrement censurés sur le plan de l’information, bien qu’ils s’offrent au regard critique de l’artiste comme de simples sujets d’actualité. Lors du massacre du 17 octobre 1961, le déni officiel favorise le courant des nouveaux réalistes qui trouve refuge auprès de Marcel Duchamp à New-York à la suite d’une déclaration d’Arman : « En octobre 61, il ne se passait rien à Paris. »
Inévitablement le thème des émeutes traité par Robert Lapoujade à la galerie Domec en 1962 ou celui des manifestations par François Jousselin à la galerie Massol la même année, ne peuvent qu’irriter la censure au point de voir condamner au silence l’ensemble du groupe épris d’une égale impertinence. Un esprit frondeur traite avec insolence les sujets les plus graves : les dangers du nucléaire, les effets de la psychanalyse sur l’aliénation, l’envoi d’un homme dans l’espace, l’accouchement sans douleur, les attentats entre factions rivales, la circulation automobile arrivée à saturation, etc.
Les noms de Maryan S. Maryan, Marcel Pouget, Bengt Lindström, John Christoforou, Jacques Grinberg, Hugh Weiss, Agayo, Jean Pellotier, Joseph Erhardy, Roger-Edgar Gillet, François Jousselin, Robert Lapoujade, Charles Semser sont à retenir comme les auteurs d’une nouvelle dissidence présentée au public de 1958 à 1962 par les galeries Breteau, Ariel, Charpentier, Rive-Gauche, Jeanne Bucher, Shoeller, Durand, etc.
Un marchand de tableaux, Mathias Fels, saisit l’occasion de montrer dans sa galerie du boulevard Haussmann des valeurs sûres de la figuration d’antan mêlées de quelques rares transfuges de l’abstraction au cours de deux expositions, l’une en 1961 et l’autre l’année suivante. Cependant toute confusion possible est écartée par l’auteur de la préface, Jean-Louis Ferrier, professeur à l’École des hautes études en sciences sociales. Les nouvelles structures du récit à l’origine du nouveau roman ou de la Nouvelle Vague, lui fournissent un titre qui prend valeur de manifeste : la nouvelle figuration. La presse s’empare de cette formule pour qualifier l’émergence du réel chez des transfuges de l’abstraction de plus en plus nombreux. Mais à travers l'abondance de ces nouveaux artistes figuratifs seuls Lapique et Hélion font figures de pionniers pour cette figuration narrative au début des années 60. Ils trouveront dans ces 2 œuvres des sources d'inspirations importantes.....
Toujours en 1962, la crise de Cuba a pour conséquence un fléchissement de la cote de l’art abstrait.
L’inquiétude gagne le milieu des réalités nouvelles face à une gangrène de la figuration. En 1964, les caciques de l’art abstrait expriment avec vigueur leur indignation lors d’une session houleuse du salon réunie en assemblée générale. Ils invitent les membres de l’association au respect des statuts conformément à la tradition de l’art pour l’art. Le premier ministre, alerté par son frère, délègue André Malraux pour un retour à l’ordre.
L’interdiction de penser la guerre d’Algérie autrement qu’en termes d’« événements », d’utiliser le terme de « massacre » pour qualifier la journée du 17 octobre 1961 ne sera levée qu’en 1999, le temps nécessaire pour ne conserver de la nouvelle figuration que le titre, adapté à une nouvelle génération d’artistes au regard tourné vers les États-Unis.
Le caractère subversif du mouvement est éliminé dès qu’un hôtel particulier est offert aux artistes par le baron Rothschild, un riche banquier allié du pouvoir — partenaire de la Biennale de Paris qui a fait connaître la nouvelle figuration — pour y installer un bureau d’aide sociale. Un recensement de tous les artistes présents sur le marché de l’art est naturellement organisé à cet effet tandis qu’une fondation en vue d’importantes manifestations voit le jour dans les salons de la vaste demeure.
En 1964, Gérald Gassiot-Talabot organise au Musée d'art moderne de la ville de Paris la première exposition officielle d’art contemporain figuratif, qui met fin à soixante ans d'avant-gardes abstraites en France et donne naissance à la figuration narrative.
Entre les deux, un chaînon manquant existe : la nouvelle figuration représentée au Musée d'art moderne de la Ville de Paris, de Lausanne, Mons, Stockholm, Pittsburgh, etc.

## Artistes de la nouvelle figuration

### Peintres
- Valerio Adami
- Gilles Aillaud
- Eduardo Arroyo
- Atila Biro
- Christian Babou
- Georg Baselitz
- Herman Braun-Vega[1]
- James-Jacques Brown
- Élisabeth Chabin
- John Christoforou
- Leonardo Cremonini
- Equipo Crónica
- Henri Cueco
- Simone Dat
- Erro
- Michel Four
- Gérard Fromanger
- Pierre Gaste
- Roger-Edgar Gillet
- Leon Golub
- Jacques Grinberg
- Antonio Guansé
- Emile Hecq
- Alain Jacquet
- François Jousselin
- Peter Klasen
- Robert Lapoujade
- Jean Le Gac
- Carlo Maiolini
- Maryan S. Maryan
- Bengt Lindström
- Ivan Messac
- Jacques Monory
- Gontran Guanaes Netto
- Robert Nicoïdski
- Charles Pascarel
- Alain Pedrono
- Jacques Pellegrin
- Marcel Pouget[2]
- Bernard Rancillac
- Paul Rebeyrolle
- Antonio Recalcati
- Francis Salles[3]
- Antoni Taulé
- Fernand Teyssier
- Gérard Tisserand
- Michel Tyszblat
- Hugh Weiss

### Sculpteurs
- Joseph Erhardy
- Charles Semser